# Thomas du Toit
Thomas Joubert du Toit (Città del Capo, 5 maggio 1995) è un rugbista a 15 sudafricano, attivo nel ruolo di pilone per il Bath; ha vinto con il Sudafrica la Coppa del Mondo 2019.

## Biografia
Du Toit giocò inizialmente nelle giovanili dei Boland Cavaliers per poi trasferirsi, nel 2011, nel settore giovanile di Western Province dove rimase per due anni. Nel 2014 firmò un contratto con l'accademia dei Natal Sharks, ma Jake White, tecnico dell'affiliata franchigia degli Sharks, decise di includerlo nella rosa per affrontare il Super Rugby 2014. Inizialmente considerato troppo acerbo per quei livelli, fu rimandato nei Natal Sharks con i quali fece il suo esordio professionistico in Vodacom Cup; fu poi richiamato con la franchigia e debuttò nel penultimo turno del Super Rugby contro i Cheetahs. Lo stesso anno disputò la sua prima edizione della Currie Cup con i Natal Sharks. Nell'ottobre 2016, al termine della stagione di Currie Cup, sottoscrisse un contratto di prestito trimestrale con la franchigia irlandese di Munster, con la quale giocò cinque partite tra Pro12 ed European Rugby Champions Cup. Tornato in Sudafrica, si aggiudicò il suo primo titolo vincendo la Currie Cup del 2018 con i Natal Sharks. Nel settembre 2019, passò in prestito al Tolosa per il periodo della Coppa del Mondo, ma il fatto di essere stato richiamato in nazionale non gli fece disputare nessun incontro con il club francese.
A livello internazionale, Du Toit partecipò alle edizioni 2014 e 2015 del mondiale giovanile di rugby con la nazionale sudafricana under-20. Nel 2017, il commissario tecnico del Sudafrica Allister Coetzee lo chiamò nel corso del The Rugby Championship a causa dei numerosi infortuni che avevano colpito la prima linea africana, ma non ottenne nessuna presenza. Il suo debutto con gli Springboks avvenne, nel giugno 2018, contro il Galles nella prima partita sotto la nuova guida tecnica di Rassie Erasmus. Successivamente accumulò altre otto presenze durante la stagione internazionale. Nel 2019 partecipò alla vittoria sudafricana nel The Rugby Championship 2019, giocando unicamente l'ultima partita contro l'Argentina. Non fu incluso nella rosa iniziale per la Coppa del Mondo di rugby 2019, ma fu richiamato per sostituire Trevor Nyakane, infortunatosi nella prima giornata. La vittoriosa campagna degli Springboks al mondiale lo vide disputare solamente gli incontri con Namibia e Canada durante la fase a gironi.
Du Toit può vantare tre apparizioni con la maglia dei Barbarians tra il 2014 ed il 2015.

## Palmarès
- Coppe del mondo: 1
Sudafrica: 2019
- Currie Cup: 1
Natal Sharks: 2018
- Challenge Cup: 1
Bath: 2024-25